# Döbereiners triade
 For alternative betydninger, se Triade.
Triader er navnet på grupper af tre grundstoffer med lignende atomvægt, som Johann Wolfgang Döbereiner lavede i 1820 for at få et bedre overblik over grundstofferne.
| Fysik | Spire Denne artikel om fysik er en spire som bør udbygges. Du er velkommen til at hjælpe Wikipedia ved at udvide den. |